# Miejski Klub Siatkarski
Il Miejski Klub Siatkarski è una società pallavolistica femminile polacca, con sede a Dąbrowa Górnicza: milita nel campionato di I liga.

## Storia
Il Miejski Klub Sportowy Dąbrowa Górnicza è stato fondato nel 1992 e nel corso di pochi anni è riuscita a diventare uno dei club più quotati della Polonia arrivando a militare nella massima serie del campionato polacco; partecipa alla Champions League 2009-2010 grazie alla wild-card concessa dalla CEV. Nel corso della stagione 2011-12 si aggiudica il suo primo trofeo, ossia la Coppa di Polonia. Qualche mese dopo arriva anche la prima affermazione in Supercoppa polacca. Nella stagione successiva bissa il successo in Coppa di Polonia, sconfiggendo in finale l'Atom Trefl Sopot.

## Rosa 2017-2018
| N° | Nome                | Ruolo | Data di nascita  | Nazionalità sportiva |
| -- | ------------------- | ----- | ---------------- | -------------------- |
| 1  | Anastasija Bajdiuk  | S     | 5 dicembre 1999  | Azerbaigian          |
| 2  | Kamila Colik        | L     | 16 luglio 1991   | Polonia              |
| 4  | Aliona Martiniuc    | O     | 22 giugno 1991   | Moldavia             |
| 5  | Simona Dreczka      | C     | 25 luglio 1998   | Polonia              |
| 6  | Ewelina Tobiasz     | P     | 6 febbraio 1994  | Polonia              |
| 7  | Aleksandra Lipska   | O     | 25 febbraio 1998 | Polonia              |
| 8  | Barbora Purchartová | C     | 9 maggio 1992    | Rep. Ceca            |
| 9  | Patrycja Polak      | S     | 23 febbraio 1991 | Polonia              |
| 10 | Marta Ciesiulewicz  | S     | 6 marzo 1995     | Polonia              |
| 13 | Natalia Perlińska   | C     | 4 giugno 1988    | Polonia              |
| 14 | Agata Michalewicz   | P     | 28 aprile 1998   | Polonia              |
| 15 | Ana Grbac           | P     | 23 marzo 1988    | Croazia              |
| 16 | Kinga Drabek        | L     | 10 maggio 1998   | Polonia              |
| 17 | Sanja Trivunović    | S     | 29 marzo 1990    | Serbia               |
| 18 | Aleksandra Sikorska | C     | 28 aprile 1993   | Polonia              |

## Palmarès
- Coppa di Polonia: 2

2011-12, 2012-13
- Supercoppa polacca: 2

2012, 2013

## Denominazioni precedenti
- 1992-2007: Miejski Międzyszkolny Klub Sportowy Dąbrowa Górnicza
- 2007-2014: Miejski Klub Sportowy Dąbrowa Górnicza